# Temporada 1992-93 de los Phoenix Suns

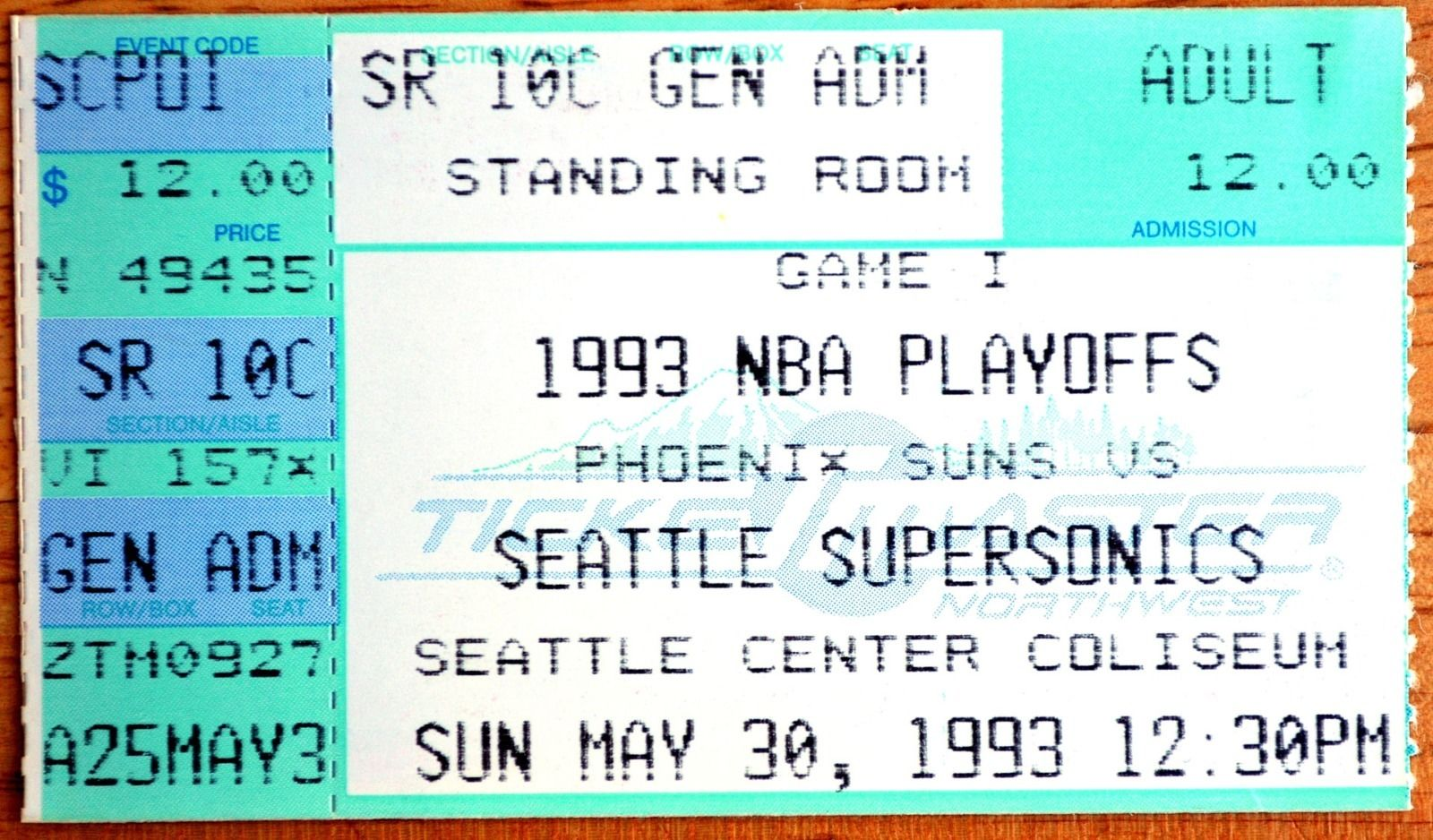
Entrada para el 4.º partido de las finales de la Conferencia Oeste de 1993 entre los Seattle SuperSonics y los Suns en el Seattle Center Coliseum.

La temporada 1992-93 fue la vigesimoquinta de los Phoenix Suns en la NBA. La temporada regular acabó con 62 victorias y 20 derrotas, ocupando el primer puesto de la Conferencia Oeste, clasificándose para los playoffs en los que alcanzaron las Finales, en las que cayeron ante los Chicago Bulls.

## Elecciones en elDraft
| Ronda | Puesto | Jugador       | Posición | Nacionalidad   | Universidad/Club |
| ----- | ------ | ------------- | -------- | -------------- | ---------------- |
| 1     | 22     | Oliver Miller | Pívot    | Estados Unidos | Arkansas         |
| 2     | 48     | Brian Davis   | Alero    | Estados Unidos | Duke             |
| 2     | 49     | Ron Ellis     | Alero    | Estados Unidos | Louisiana Tech   |

## Temporada regular
| División Pacífico        | División Pacífico | División Pacífico | División Pacífico | División Pacífico | División Pacífico | División Pacífico | División Pacífico | División Pacífico |
| Equipo                   | G                 | P                 | %                 | PD                | Casa              | Fuera             | Div               |                   |
| ------------------------ | ----------------- | ----------------- | ----------------- | ----------------- | ----------------- | ----------------- | ----------------- | ----------------- |
| y-Phoenix Suns           | 62                | 20                | .756              | —                 | 35–6              | 27–14             | 21–9              |                   |
| x-Seattle SuperSonics    | 55                | 27                | .671              | 7                 | 33–8              | 22–19             | 22–8              |                   |
| x-Portland Trail Blazers | 51                | 31                | .622              | 11                | 30–11             | 21–20             | 19–11             |                   |
| x-Los Angeles Clippers   | 41                | 41                | .500              | 21                | 27–14             | 14–27             | 15–15             |                   |
| x-Los Angeles Lakers     | 39                | 43                | .476              | 23                | 20–21             | 19–22             | 13–17             |                   |
| Golden State Warriors    | 34                | 48                | .415              | 28                | 19–22             | 15–26             | 9–21              |                   |
| Sacramento Kings         | 25                | 57                | .305              | 37                | 16–25             | 9–32              | 6–24              |                   |

## Playoffs

### Primera ronda
Phoenix Suns vs. Los Angeles Lakers 
| Fecha       | Partido                                  | Ciudad      |
| ----------- | ---------------------------------------- | ----------- |
| 30 de abril | Phoenix Suns 103, Los Angeles Lakers 107 | Phoenix     |
| 2 de mayo   | Phoenix Suns 81, Los Angeles Lakers 86   | Phoenix     |
| 4 de mayo   | Los Angeles Lakers 102, Phoenix Suns 107 | Los Ángeles |
| 6 de mayo   | Los Angeles Lakers 86, Phoenix Suns 101  | Los Ángeles |
| 9 de mayo   | Phoenix Suns 112, Los Angeles Lakers 104 | Phoenix     |
|             | Phoenix Suns gana las series 3-2         |             |

### Semifinales de Conferencia
Phoenix Suns vs. San Antonio Spurs 
| Fecha      | Partido                                 | Ciudad      |
| ---------- | --------------------------------------- | ----------- |
| 11 de mayo | Phoenix Suns 98, San Antonio Spurs 89   | Phoenix     |
| 13 de mayo | Phoenix Suns 109, San Antonio Spurs 103 | Phoenix     |
| 15 de mayo | San Antonio Spurs 111, Phoenix Suns 96  | San Antonio |
| 16 de mayo | San Antonio Spurs 117, Phoenix Suns 103 | San Antonio |
| 18 de mayo | Phoenix Suns 109, San Antonio Spurs 97  | Phoenix     |
| 20 de mayo | San Antonio Spurs 100, Phoenix Suns 102 | San Antonio |
|            | Phoenix Suns gana las series 4-2        |             |

### Finales de Conferencia
Phoenix Suns vs. Seattle SuperSonics 
| Fecha      | Partido                                   | Ciudad  |
| ---------- | ----------------------------------------- | ------- |
| 24 de mayo | Phoenix Suns 105, Seattle SuperSonics 91  | Phoenix |
| 26 de mayo | Phoenix Suns 99, Seattle SuperSonics 103  | Phoenix |
| 28 de mayo | Seattle SuperSonics 97, Phoenix Suns 104  | Seattle |
| 30 de mayo | Seattle SuperSonics 120, Phoenix Suns 101 | Seattle |
| 1 de junio | Phoenix Suns 120, Seattle SuperSonics 114 | Phoenix |
| 3 de junio | Seattle SuperSonics 118, Phoenix Suns 102 | Seattle |
| 5 de junio | Phoenix Suns 123, Seattle SuperSonics 110 | Phoenix |
|            | Phoenix Suns gana las series 4-3          |         |

### Finales de la NBA
Phoenix Suns vs. Chicago Bulls
| Fecha       | Partido                             | Ciudad  |
| ----------- | ----------------------------------- | ------- |
| 9 de junio  | Phoenix Suns 92, Chicago Bulls 100  | Phoenix |
| 11 de junio | Phoenix Suns 108, Chicago Bulls 111 | Phoenix |
| 13 de junio | Chicago Bulls 121, Phoenix Suns 129 | Chicago |
| 16 de junio | Chicago Bulls 111, Phoenix Suns 105 | Chicago |
| 18 de junio | Chicago Bulls 98, Phoenix Suns 108  | Chicago |
| 20 de junio | Phoenix Suns 98, Chicago Bulls 99   | Phoenix |
|             | Chicago Bulls gana las finales 4-2  |         |

## Estadísticas

### Temporada regular
| Rk | Jugador         | Edad | P  | PT | MP   | TC  | TCI  | %TC  | T3  | T3I | %T3  | TL  | TLI | %TL  | RO  | RD  | RT   | AS  | RB  | TAP | BP  | FP  | PTS  |
| -- | --------------- | ---- | -- | -- | ---- | --- | ---- | ---- | --- | --- | ---- | --- | --- | ---- | --- | --- | ---- | --- | --- | --- | --- | --- | ---- |
| 1  | Dan Majerle     | 27   | 82 | 82 | 39.0 | 6.2 | 13.4 | .464 | 2.0 | 5.3 | .381 | 2.5 | 3.2 | .778 | 1.5 | 3.2 | 4.7  | 3.8 | 1.7 | 0.4 | 1.6 | 2.2 | 16.9 |
| 2  | Charles Barkley | 29   | 76 | 76 | 37.6 | 9.4 | 18.1 | .520 | 0.9 | 2.9 | .305 | 5.9 | 7.7 | .765 | 3.1 | 9.1 | 12.2 | 5.1 | 1.6 | 1.0 | 3.1 | 2.6 | 25.6 |
| 3  | Kevin Johnson   | 26   | 49 | 47 | 33.5 | 5.8 | 11.5 | .499 | 0.0 | 0.2 | .125 | 4.6 | 5.6 | .819 | 0.6 | 1.5 | 2.1  | 7.8 | 1.7 | 0.4 | 3.1 | 2.0 | 16.1 |
| 4  | Richard Dumas   | 23   | 48 | 32 | 27.5 | 6.3 | 12.0 | .524 | 0.0 | 0.1 | .333 | 3.2 | 4.5 | .707 | 2.1 | 2.6 | 4.6  | 1.3 | 1.8 | 0.8 | 1.9 | 2.6 | 15.8 |
| 5  | Danny Ainge     | 33   | 80 | 0  | 27.0 | 4.2 | 9.1  | .462 | 1.9 | 4.7 | .403 | 1.5 | 1.8 | .848 | 0.6 | 2.1 | 2.7  | 3.3 | 0.9 | 0.1 | 1.4 | 2.2 | 11.8 |
| 6  | Tom Chambers    | 33   | 73 | 0  | 23.6 | 4.4 | 9.8  | .447 | 0.2 | 0.4 | .393 | 3.3 | 3.9 | .837 | 1.3 | 3.4 | 4.7  | 1.4 | 0.6 | 0.3 | 1.3 | 2.9 | 12.2 |
| 7  | Cedric Ceballos | 23   | 74 | 46 | 21.7 | 5.1 | 8.9  | .576 | 0.0 | 0.0 | .000 | 2.5 | 3.5 | .725 | 2.3 | 3.2 | 5.5  | 1.0 | 0.7 | 0.4 | 1.4 | 1.4 | 12.8 |
| 8  | Oliver Miller   | 22   | 56 | 1  | 19.1 | 2.2 | 4.6  | .475 | 0.0 | 0.1 | .000 | 1.3 | 1.8 | .710 | 1.3 | 3.7 | 4.9  | 2.1 | 0.7 | 1.8 | 1.9 | 2.6 | 5.6  |
| 9  | Mark West       | 32   | 82 | 82 | 19.0 | 2.1 | 3.5  | .614 | 0.0 | 0.0 |      | 1.0 | 2.0 | .518 | 1.9 | 3.7 | 5.6  | 0.4 | 0.2 | 1.3 | 1.1 | 3.0 | 5.3  |
| 10 | Negele Knight   | 25   | 52 | 35 | 17.1 | 2.4 | 6.1  | .391 | 0.0 | 0.1 | .000 | 1.3 | 1.7 | .779 | 0.5 | 0.7 | 1.2  | 2.8 | 0.4 | 0.1 | 1.4 | 1.3 | 6.1  |
| 11 | Frank Johnson   | 34   | 77 | 0  | 14.6 | 1.8 | 4.1  | .436 | 0.0 | 0.2 | .083 | 0.8 | 1.0 | .776 | 0.5 | 0.9 | 1.5  | 2.4 | 0.8 | 0.1 | 1.0 | 1.5 | 4.3  |
| 12 | Jerrod Mustaf   | 23   | 32 | 9  | 10.5 | 1.8 | 4.1  | .438 | 0.0 | 0.0 | .000 | 1.0 | 1.7 | .623 | 0.9 | 1.7 | 2.6  | 0.3 | 0.4 | 0.3 | 0.7 | 1.3 | 4.6  |
| 13 | Kurt Rambis     | 34   | 5  | 0  | 8.2  | 0.8 | 1.4  | .571 | 0.0 | 0.0 |      | 0.2 | 0.4 | .500 | 0.4 | 0.8 | 1.2  | 0.2 | 0.6 | 0.0 | 1.2 | 0.6 | 1.8  |
| 14 | Tim Kempton     | 29   | 30 | 0  | 5.6  | 0.6 | 1.6  | .396 | 0.0 | 0.0 |      | 0.6 | 1.0 | .581 | 0.4 | 0.9 | 1.3  | 0.6 | 0.1 | 0.1 | 0.5 | 1.0 | 1.9  |
| 15 | Alex Stivrins   | 30   | 10 | 0  | 3.5  | 1.1 | 1.8  | .611 | 0.0 | 0.1 | .000 | 0.0 | 0.0 |      | 0.2 | 0.6 | 0.8  | 0.1 | 0.1 | 0.1 | 0.5 | 0.7 | 2.2  |

### Playoffs
| Rk | Jugador         | Edad | P  | PT | MP   | TC  | TCI  | %TC  | T3  | T3I | %T3  | TL  | TLI | %TL  | RO  | RD  | RT   | AS  | RB  | TAP | BP  | FP  | PTS  |
| -- | --------------- | ---- | -- | -- | ---- | --- | ---- | ---- | --- | --- | ---- | --- | --- | ---- | --- | --- | ---- | --- | --- | --- | --- | --- | ---- |
| 1  | Dan Majerle     | 27   | 24 | 24 | 44.6 | 5.6 | 13.0 | .431 | 2.3 | 5.7 | .394 | 2.0 | 2.9 | .696 | 1.2 | 4.6 | 5.8  | 3.7 | 1.4 | 1.2 | 1.3 | 2.4 | 15.4 |
| 2  | Charles Barkley | 29   | 24 | 24 | 42.8 | 9.6 | 20.1 | .477 | 0.4 | 1.9 | .222 | 7.0 | 9.1 | .771 | 3.9 | 9.7 | 13.6 | 4.3 | 1.6 | 1.0 | 2.1 | 3.0 | 26.6 |
| 3  | Kevin Johnson   | 26   | 23 | 23 | 39.7 | 6.2 | 13.0 | .480 | 0.0 | 0.1 | .000 | 5.4 | 6.8 | .795 | 0.4 | 2.3 | 2.7  | 7.9 | 1.5 | 0.6 | 3.7 | 2.5 | 17.8 |
| 4  | Danny Ainge     | 33   | 24 | 0  | 24.6 | 2.7 | 7.1  | .376 | 1.4 | 3.3 | .413 | 1.4 | 1.6 | .872 | 0.8 | 1.7 | 2.5  | 2.3 | 0.5 | 0.1 | 0.9 | 2.5 | 8.1  |
| 5  | Richard Dumas   | 23   | 23 | 20 | 21.7 | 4.7 | 8.9  | .525 | 0.0 | 0.1 | .000 | 1.6 | 2.1 | .755 | 1.6 | 1.3 | 2.8  | 1.0 | 0.9 | 0.6 | 1.2 | 2.3 | 10.9 |
| 6  | Oliver Miller   | 22   | 24 | 0  | 21.4 | 3.0 | 5.0  | .587 | 0.0 | 0.1 | .000 | 1.3 | 2.3 | .564 | 1.4 | 3.8 | 5.2  | 2.1 | 0.9 | 2.5 | 1.8 | 3.2 | 7.2  |
| 7  | Mark West       | 32   | 24 | 24 | 19.5 | 1.8 | 3.3  | .544 | 0.0 | 0.0 |      | 1.2 | 1.9 | .609 | 1.5 | 2.6 | 4.1  | 0.5 | 0.2 | 1.4 | 0.7 | 2.9 | 4.8  |
| 8  | Tom Chambers    | 33   | 24 | 1  | 15.7 | 2.7 | 6.9  | .388 | 0.1 | 0.2 | .400 | 1.8 | 2.3 | .815 | 1.0 | 1.8 | 2.7  | 0.5 | 0.3 | 0.4 | 1.1 | 2.4 | 7.3  |
| 9  | Cedric Ceballos | 23   | 16 | 3  | 11.6 | 2.5 | 4.4  | .571 | 0.0 | 0.0 |      | 1.0 | 1.4 | .727 | 0.8 | 1.5 | 2.3  | 0.8 | 0.3 | 0.4 | 0.3 | 0.8 | 6.0  |
| 10 | Frank Johnson   | 34   | 22 | 0  | 7.8  | 1.0 | 2.3  | .440 | 0.0 | 0.1 | .333 | 1.1 | 1.3 | .862 | 0.1 | 0.4 | 0.5  | 0.8 | 0.3 | 0.0 | 0.3 | 1.2 | 3.2  |
| 11 | Negele Knight   | 25   | 9  | 1  | 3.8  | 1.0 | 1.8  | .563 | 0.0 | 0.0 |      | 0.0 | 0.0 |      | 0.1 | 0.2 | 0.3  | 0.8 | 0.0 | 0.1 | 0.3 | 0.1 | 2.0  |
| 12 | Jerrod Mustaf   | 23   | 7  | 0  | 1.4  | 0.4 | 0.7  | .600 | 0.0 | 0.0 |      | 0.0 | 0.0 |      | 0.0 | 0.3 | 0.3  | 0.0 | 0.0 | 0.1 | 0.0 | 0.0 | 0.9  |

## Galardones y récords
| Ganador         | Galardón                                        |
| Charles Barkley | MVP de la NBA Mejor quinteto de la NBA All-Star |
| Dan Majerle     | 2.º Mejor quinteto defensivo de la NBA All-Star |
| Jerry Colangelo | Ejecutivo del Año de la NBA                     |
| Richard Dumas   | 2.º Mejor quinteto de rookies de la NBA         |